# The Vault (2017)
The Vault (bra: O Cofre) é um filme de suspense estadunidense dirigido por Dan Bush e escrito por Dan Bush e Conal Byrne. O filme é estrelado por Francesca Eastwood, Taryn Manning, Scott Haze, Q'orianka Kilcher, Clifton Collins Jr. e James Franco. O filme foi lançado em 1 de setembro de 2017, pela FilmRise.

## Sinopse
Duas irmãs traçam um plano para roubar um banco para salvar seu irmão. O assalto começa sem problemas, mas a situação acaba se tornando caótica.

## Elenco
- Francesca Eastwood como Leah Dillon.
- Taryn Manning como Vee Dillon.
- Scott Haze como Michael Dillon.
- Q'orianka Kilcher como Susan Cromwell.
- Clifton Collins Jr. como Detetive Iger.
- James Franco como O Gerente Assistente/Ed Maas.
- Keith Loneker como Cyrus.
- Jeff Goma como James Aiken.
- Jill Jane Clements como Mary.
- Michael Milford como Kramer.
- Aleksander Vayshelboym como Ben.
- Debbie Sherman como Lauren.
- Lee Broda como Nancy.
- Anthony DiRocco como Mark Fishman.
- Dmitry Paniotto como Max.
- Adina Galupa como Rebecca.
- Beatriz Hernandez como Pamela.
- Cecm cristin Azure como Baghead Samantha.
- Rebecca Ray como Samantha.
- Juan D. Hickman como Marty.
- Robin Martino como Baghead Rebecca.
- Keenan Rogers como Baghead Thomas.

## Estreia
Em 5 de novembro de 2016, a FilmRise adquiriu os direitos de distribuição do filme. O filme foi lançado em 1 de setembro de 2017, pela FilmRise.